# 정희라
정희라는 슈퍼스타K의 참가자이다.

## 방송
- 2022 채널S 진격의 할매
- 2014년 CJ헬로비전
- 2014년 라디오스타 경인FM
- 2012년 엠넷 슈퍼스타K4
- 2012년 JTBC 김국진의 현장박치기